# Mišićevo
Mišićevo (izvirno srbsko Мишићево) je naselje v Srbiji, ki upravno spada pod Mesto Subotica; slednja pa je del Severnobačkega upravnega okraja.

## Demografija
Према попису из 2002. било је 446 становника (према попису из 1991. било је 509 становника).
V naselju, katerega izvirno (srbsko-cirilično) ime je Мишићево, živi 359 polnoletnih prebivalcev, pri čemer je njihova povprečna starost 42,0 let (39,8 pri moških in 44,1 pri ženskah). Naselje ima 161 gospodinjstev, pri čemer je povprečno število članov na gospodinjstvo 2,77.
Prebivalstvo je večinoma nehomogeno, a v času zadnjih treh popisov je opazno zmanjšanje števila prebivalcev.
|  |

| Demografija | Demografija     | Demografija     |
| Leto        | Št. prebivalcev | Št. prebivalcev |
| ----------- | --------------- | --------------- |
|             |                 |                 |
|             |                 |                 |
|             |                 |                 |
|             |                 |                 |
| 1948        | 601             |                 |
| 1953        | 582             |                 |
| 1961        | 597             |                 |
| 1971        | 554             |                 |
| 1981        | 517             |                 |
| 1991        | 509             | 504             |
| 2002        | 448             | 446             |
|             |                 |                 |

| Etnična sestava po popisu iz leta 2002 | Etnična sestava po popisu iz leta 2002 | Etnična sestava po popisu iz leta 2002 | Etnična sestava po popisu iz leta 2002 | Etnična sestava po popisu iz leta 2002 |
| -------------------------------------- | -------------------------------------- | -------------------------------------- | -------------------------------------- | -------------------------------------- |
| Srbi                                   | Srbi                                   |                                        | 208                                    | 46,63%                                 |
| Bunjevci                               | Bunjevci                               |                                        | 150                                    | 33,63%                                 |
| Hrvati                                 | Hrvati                                 |                                        | 35                                     | 7,84%                                  |
| Madžari                                | Madžari                                |                                        | 18                                     | 4,03%                                  |
| Jugoslovani                            | Jugoslovani                            |                                        | 15                                     | 3,36%                                  |
| Črnogorci                              | Črnogorci                              |                                        | 1                                      | 0,22%                                  |
| Muslimani                              | Muslimani                              |                                        | 1                                      | 0,22%                                  |
| Neznano                                | Neznano                                |                                        | 1                                      | 0,22%                                  |